# مسجد وتكية الشيخ عبد الكريم القطب
مسجد الشيخ عبد الكريم القطب من مساجد العراق التراثية القديمة، حيث شيد هذا المسجد عام 1134 هـ/1722م، في منطقة آخي حسين، في مدينة كركوك في العراق، وتبلغ مساحته 400م2، ولقد أجرى إمام المسجد الشيخ عبد الوهاب البرزنجي أعمال الصيانة والتعمير وجددهُ مع الحفاظ على طابعهِ التراثي، من أعمدة وأقواس داخلية، وحصل ذلك في عام 1384هـ/ 1965م، وعلق على حائطه لوحة قديمة كتب عليها «آية النور» ثم كتب (مسجد وتكية الشيخ عبد الكريم القطب والشيخ حسن القرة جيواري والشيخ عبد الكريم الثاني).
ومن الأئمة الأعلام الذين تقلدوا منصب الإمامة والخطابة في المسجد الشيخ محسن بن عبد الوهاب البرزنجي. وتقام في الجامع صلاة الجمعة والصلوات الخمس.